# Tako da ne ostane živa
Tako da ne ostane živa (en bosnià Així que ella no està viva) és una pel·lícula bosniana dirigida per Faruk Lončarević, basat en els motius de la assassinat d'Arnela Đogić que va tenir lloc el 27 de febrer de 2016. prop d'Olovo. La pel·lícula es va projectar com a part del programa de competició del Festival Internacional de Cinema de Trieste el 23 de gener de 2021, on va obtenir una menció especial.

## Repartiment
Els papers principals són interpretats per Aida Bukva, Dino Sarija i Enes Kozličić. La pel·lícula es va fer en producció privada, amb el suport del Ministeri de Cultura del Cantó de Sarajevo, l'Acadèmia d'Arts Escèniques de Sarajevo, i els ciutadans i el municipi d'Olovo. El pressupost fou de 18.000 euros i es va rodar en cinc dies.
Altres members del repartiment foren Aida Bukva, Dino Sarija, Enes Kozličić, Aleksandar Seksan, Faketa Salihbegović Avdagić, Mehmed Porča, Ivana Vojinović, Dženita Imamović Omerović, Mirela Lambić, Dina Mušanović Mić, Admir, NadineŠvić, Dina Sasa Krmpotic i Bakir Silajdzic

## Argument
Té lloc a una província de Bòsnia actual. L'Aida ha trencat la seva relació amb el violent Kerim i vol seguir endavant amb la seva vida. Però els vincles són més forts del que ella pensa i la vida quotidiana l'endinsa més en la foscor.

## Esdeveniments reals
Arnela Đogić tenia 24 anys quan el seu exnòvio i el seu amic la van colpejar, la van mutilar, la van apunyalar al coll i la van llançar per un penya-segat de 70 metres a Čudanska fins al canó del riu Stupčanica. El crim va commocionar tota Bòsnia i Hercegovina i els autors van ser condemnats a 40 anys de presó.

## Premis
Va guanyar la Palmera d'Or a la XXXVI edició de la Mostra de València.